# Casargo
Casargo là một đô thị trong tỉnh Lecco, trong vùng Lombardia của Ý, cự ly khoảng 70 km về phía bắc của Milan và khoảng 20 km về phía bắc của Lecco. Tại thời điểm ngày 31 tháng 12 năm 2004, đô thị này có dân số 868 người và diện tích là 20.3 km².
Casargo giáp các đô thị: Crandola Valsassina, Margno, Pagnona, Premana, Primaluna, Taceno, Tremenico, Vendrogno.